# WLAF 1992
Die World League of American Football 1992 war die zweite Spielzeit der Liga. Das World Bowl '92 genannte Finale im Olympiastadion Montreal, Kanada gewann Sacramento Surge.
Nachdem im Vorjahr die europäischen Mannschaften die Liga dominiert hatte, sorgte die NFL, die die WLAF mit Geld und Spielern trug, dafür, dass die nordamerikanischen Mannschaften die besseren Spieler hatte. In der Folge zog mit den Barcelona Dragons nur eine europäische Mannschaft ins Halbfinale ein und schied aus. Trotzdem wurde die Liga von den Zuschauern in Nordamerika nicht angenommen. Daher wurde der Spielbetrieb der WLAF vorerst eingestellt. Nach einer zweijährigen Pause kam 1995 die WLAF als rein europäische Liga zurück.

## Teilnehmer und Modus
Nach zehn Niederlagen in zehn Spielen in der ersten Saison wurde das Franchise der Raleigh–Durham Skyhawks aufgelöst. Ihren Platz nahm Ohio Glory ein (die in dieser Saison nur ein Spiel gewinnen konnten.)
Die zehn Mannschaften waren wie im Vorjahr in drei Divisionen eingeteilt: Die European Division mit drei europäischen Mannschaften, die North American East Division mit dem einzigen kanadischen Vertreter sowie drei Teams aus den USA, und die North American West Division mit drei weiteren Mannschaften aus den USA. Im Gegensatz zum Vorjahr gab es für jede Mannschaft vier Spiele in der Division und sechs weitere Spiele gegen Mannschaften der anderen Divisionen.
Für die Play-offs qualifizierten sich die besten Mannschaften aus jeder Division sowie der beste Zweitplatzierte.
| Land                   | Team                        | Division | Spielort                 | Head Coach       | Vorjahr              |
| ---------------------- | --------------------------- | -------- | ------------------------ | ---------------- | -------------------- |
| Vereinigtes Konigreich | London Monarchs             | European | Wembley-Stadion          | Ray Willsey      | Sieger World Bowl    |
| Spanien                | Barcelona Dragons           | European | Olympiastadion Barcelona | Jack Bicknell    | Verlierer World Bowl |
| Deutschland            | Frankfurt Galaxy            | European | Waldstadion              | Jack Elway       | 3. Div.              |
| Vereinigte Staaten     | New York/New Jersey Knights | NA East  | Giants Stadium           | Mouse Davis      | Halbfinale, 1. Div.  |
| Vereinigte Staaten     | Orlando Thunder             | NA East  | Florida Citrus Bowl      | Galen Hall       | 2. Div.              |
| Kanada                 | Montreal Machine            | NA East  | Olympiastadion Montreal  | Jacques Dussault | 3. Div.              |
| Vereinigte Staaten     | Ohio Glory                  | NA East  | Ohio Stadium             | Larry Little     | –                    |
| Vereinigte Staaten     | Birmingham Fire             | NA West  | Legion Field             | Chan Gailey      | Halbfinale, 1. Div   |
| Vereinigte Staaten     | San Antonio Riders          | NA West  | Alamo Stadium            | Mike Riley       | 2. Div.              |
| Vereinigte Staaten     | Sacramento Surge            | NA West  | Hornet Stadium           | Kay Stephenson   | 3. Div.              |

## Regular Season

### Übersicht
| ↓ Heim Auswärts →           | European Conference | European Conference | European Conference | North American East Conference | North American East Conference | North American East Conference | North American East Conference | North American West Conference | North American West Conference | North American West Conference |
| ↓ Heim Auswärts →           | BAR                 | FRA                 | LON                 | KNI                            | MON                            | OHI                            | ORL                            | BIR                            | SAC                            | SAN                            |
| --------------------------- | ------------------- | ------------------- | ------------------- | ------------------------------ | ------------------------------ | ------------------------------ | ------------------------------ | ------------------------------ | ------------------------------ | ------------------------------ |
| FC Barcelona Dragons        | •                   | 00:17               | 13:70               | 15:14                          | •                              | 20:10                          | •                              | •                              | •                              | 00:17                          |
| Frankfurt Galaxy            | 17:20               | •                   | 19:16               | •                              | •                              | •                              | 00:38                          | 07:17                          | •                              | 14:43                          |
| London Monarchs             | 00:90               | 28:31               | •                   | 26:20                          | •                              | •                              | •                              | 17:17                          | 26:31                          | •                              |
| New York/New Jersey Knights | 47:00               | 24:21               | 41:13               | •                              | 41:21                          | •                              | •                              | •                              | •                              | 03:90                          |
| Montreal Machine            | •                   | •                   | 13:45               | 11:34                          | •                              | 31:20                          | 31:29                          | •                              | 21:35                          | •                              |
| Ohio Glory                  | •                   | 20:17               | •                   | 33:39                          | •                              | •                              | 03:28                          | 24:27                          | 06:17                          | •                              |
| Orlando Thunder             | 13:10               | •                   | 09:00               | 39:21                          | 16:80                          | 13:90                          | •                              | •                              | •                              | •                              |
| Birmingham Fire             | 19:17               | •                   | •                   | •                              | 23:16                          | •                              | 24:23                          | •                              | 28:14                          | 17:10                          |
| Sacramento Surge            | •                   | 51:70               | •                   | •                              | 14:70                          | 21:70                          | •                              | 20:60                          | •                              | 20:23                          |
| San Antonio Riders          | •                   | •                   | •                   | •                              | 17:16                          | 17:00                          | 21:39                          | 17:14                          | 21:27                          | •                              |

### Spiele
| Woche 1       | Woche 1  | Woche 1            | Woche 1  | Woche 1                     |
| Datum         | Div.     | Heimteam           | Erg.     | Auswärtsteam                |
| ------------- | -------- | ------------------ | -------- | --------------------------- |
| 21. März 1992 | European | Barcelona Dragons  | 00:17    | Frankfurt Galaxy            |
| 21. März 1992 | NA West  | Sacramento Surge   | 20:60    | Birmingham Fire             |
| 22. März 1992 | NA East  | Orlando Thunder    | 13:90    | Ohio Glory                  |
| 22. März 1992 | IC       | London Monarchs    | 26:20 OT | New York/New Jersey Knights |
| 22. März 1992 | IC       | San Antonio Riders | 17:16    | Montreal Machine            |

| Woche 2       | Woche 2  | Woche 2           | Woche 2 | Woche 2                     |
| Datum         | Div.     | Heimteam          | Erg.    | Auswärtsteam                |
| ------------- | -------- | ----------------- | ------- | --------------------------- |
| 28. März 1992 | IC       | Barcelona Dragons | 15:14   | New York/New Jersey Knights |
| 28. März 1992 | European | London Monarchs   | 28:31   | Frankfurt Galaxy            |
| 28. März 1992 | NA East  | Montreal Machine  | 31:29   | Orlando Thunder             |
| 29. März 1992 | NA West  | Birmingham Fire   | 17:10   | San Antonio Riders          |
| 29. März 1992 | IC       | Ohio Glory        | 06:17   | Sacramento Surge            |

| Woche 3       | Woche 3  | Woche 3                     | Woche 3 | Woche 3            |
| Datum         | Div.     | Heimteam                    | Erg.    | Auswärtsteam       |
| ------------- | -------- | --------------------------- | ------- | ------------------ |
| 4. April 1992 | European | Barcelona Dragons           | 13:70   | London Monarchs    |
| 4. April 1992 | IC       | Sacramento Surge            | 14:70   | Montreal Machine   |
| 4. April 1992 | IC       | New York/New Jersey Knights | 03:90   | San Antonio Riders |
| 5. April 1992 | IC       | Frankfurt Galaxy            | 07:17   | Birmingham Fire    |
| 5. April 1992 | NA East  | Ohio Glory                  | 03:28   | Orlando Thunder    |

| Woche 4        | Woche 4  | Woche 4          | Woche 4  | Woche 4                     |
| Datum          | Div.     | Heimteam         | Erg.     | Auswärtsteam                |
| -------------- | -------- | ---------------- | -------- | --------------------------- |
| 11. April 1992 | European | Frankfurt Galaxy | 17:20    | Barcelona Dragons           |
| 11. April 1992 | IC       | London Monarchs  | 17:17 OT | Birmingham Fire             |
| 11. April 1992 | NA West  | Sacramento Surge | 20:23 OT | San Antonio Riders          |
| 12. April 1992 | NA East  | Orlando Thunder  | 39:21    | New York/New Jersey Knights |
| 12. April 1992 | NA East  | Montreal Machine | 31:20    | Ohio Glory                  |

| Woche 5        | Woche 5  | Woche 5                     | Woche 5 | Woche 5           |
| Datum          | Div.     | Heimteam                    | Erg.    | Auswärtsteam      |
| -------------- | -------- | --------------------------- | ------- | ----------------- |
| 18. April 1992 | European | London Monarchs             | 00:90   | Barcelona Dragons |
| 18. April 1992 | NA West  | Birmingham Fire             | 28:14   | Sacramento Surge  |
| 18. April 1992 | IC       | New York/New Jersey Knights | 24:21   | Frankfurt Galaxy  |
| 19. April 1992 | IC       | San Antonio Riders          | 17:00   | Ohio Glory        |
| 19. April 1992 | NA East  | Orlando Thunder             | 16:80   | Montreal Machine  |

| Woche 6        | Woche 6 | Woche 6            | Woche 6 | Woche 6                     |
| Datum          | Div.    | Heimteam           | Erg.    | Auswärtsteam                |
| -------------- | ------- | ------------------ | ------- | --------------------------- |
| 25. April 1992 | IC      | Frankfurt Galaxy   | 00:38   | Orlando Thunder             |
| 25. April 1992 | NA West | San Antonio Riders | 17:14   | Birmingham Fire             |
| 26. April 1992 | IC      | Barcelona Dragons  | 20:10   | Ohio Glory                  |
| 26. April 1992 | IC      | London Monarchs    | 26:31   | Sacramento Surge            |
| 26. April 1992 | NA East | Montreal Machine   | 11:34   | New York/New Jersey Knights |

| Woche 7     | Woche 7 | Woche 7                     | Woche 7 | Woche 7           |
| Datum       | Div.    | Heimteam                    | Erg.    | Auswärtsteam      |
| ----------- | ------- | --------------------------- | ------- | ----------------- |
| 2. Mai 1992 | IC      | Birmingham Fire             | 19:17   | Barcelona Dragons |
| 2. Mai 1992 | IC      | Ohio Glory                  | 20:17   | Frankfurt Galaxy  |
| 3. Mai 1992 | IC      | San Antonio Riders          | 21:39   | Orlando Thunder   |
| 3. Mai 1992 | IC      | New York/New Jersey Knights | 41:13   | London Monarchs   |
| 3. Mai 1992 | IC      | Montreal Machine            | 21:35   | Sacramento Surge  |

| Woche 8      | Woche 8 | Woche 8           | Woche 8  | Woche 8                     |
| Datum        | Div.    | Heimteam          | Erg.     | Auswärtsteam                |
| ------------ | ------- | ----------------- | -------- | --------------------------- |
| 9. Mai 1992  | IC      | Sacramento Surge  | 51:70    | Frankfurt Galaxy            |
| 9. Mai 1992  | IC      | Orlando Thunder   | 09:00    | London Monarchs             |
| 10. Mai 1992 | NA East | Ohio Glory        | 33:39    | New York/New Jersey Knights |
| 10. Mai 1992 | IC      | Barcelona Dragons | 00:17    | San Antonio Riders          |
| 10. Mai 1992 | IC      | Birmingham Fire   | 23:16 OT | Montreal Machine            |

| Woche 9      | Woche 9 | Woche 9                     | Woche 9 | Woche 9            |
| Datum        | Div.    | Heimteam                    | Erg.    | Auswärtsteam       |
| ------------ | ------- | --------------------------- | ------- | ------------------ |
| 16. Mai 1992 | IC      | Sacramento Surge            | 21:70   | Ohio Glory         |
| 16. Mai 1992 | IC      | New York/New Jersey Knights | 47:00   | Barcelona Dragons  |
| 17. Mai 1992 | IC      | Birmingham Fire             | 24:23   | Orlando Thunder    |
| 17. Mai 1992 | IC      | Montreal Machine            | 13:45   | London Monarchs    |
| 17. Mai 1992 | IC      | Frankfurt Galaxy            | 14:43   | San Antonio Riders |

| Woche 10     | Woche 10 | Woche 10                    | Woche 10 | Woche 10          |
| Datum        | Div.     | Heimteam                    | Erg.     | Auswärtsteam      |
| ------------ | -------- | --------------------------- | -------- | ----------------- |
| 23. Mai 1992 | European | Frankfurt Galaxy            | 19:16    | London Monarchs   |
| 23. Mai 1992 | NA East  | New York/New Jersey Knights | 41:21    | Montreal Machine  |
| 23. Mai 1992 | IC       | Orlando Thunder             | 13:10    | Barcelona Dragons |
| 23. Mai 1992 | NA West  | San Antonio Riders          | 21:27    | Sacramento Surge  |
| 24. Mai 1992 | IC       | Ohio Glory                  | 24:27    | Birmingham Fire   |

### Tabellen
|    |                   | S | N | U | SQ    | P+  | P−  |
| -- | ----------------- | - | - | - | ----- | --- | --- |
| 1. | Barcelona Dragons | 5 | 5 | 0 | 0.500 | 104 | 161 |
| 2. | Frankfurt Galaxy  | 3 | 7 | 0 | 0.300 | 150 | 257 |
| 3. | London Monarchs   | 2 | 7 | 1 | 0.250 | 178 | 203 |

|    |                             | S | N | U | SQ    | P+  | P−  |
| -- | --------------------------- | - | - | - | ----- | --- | --- |
| 1. | Orlando Thunder             | 8 | 2 | 0 | 0.800 | 247 | 127 |
| 2. | New York/New Jersey Knights | 6 | 4 | 0 | 0.600 | 284 | 188 |
| 3. | Montreal Machine            | 2 | 8 | 0 | 0.200 | 175 | 274 |
| 4. | Ohio Glory                  | 1 | 9 | 0 | 0.100 | 132 | 230 |

|    |                    | S | N | U | SQ    | P+  | P−  |
| -- | ------------------ | - | - | - | ----- | --- | --- |
| 1. | Sacramento Surge   | 8 | 2 | 0 | 0.800 | 250 | 152 |
| 2. | Birmingham Fire    | 7 | 2 | 1 | 0.750 | 192 | 165 |
| 3. | San Antonio Riders | 7 | 3 | 0 | 0.700 | 195 | 150 |

Legende: Siege, Niederlagen, Unentschieden, SQ Siegquote, P+ erzielte Punkte, P− gegnerische Punkte.

## Play-offs

### Halbfinale
|                        |                                         |  |                 |                          |                 |  |                                       |
|                        | Orlando, Florida 30. Mai 1992 19:00 Uhr |  | Orlando Thunder | \| \| 45 : 7 \| \| \| \| | Birmingham Fire |  | Florida Citrus Bowl Zuschauer: 28.746 |
| (23:0, 9:0, 10:0, 3:7) | Orlando, Florida 30. Mai 1992 19:00 Uhr |  | Orlando Thunder |                          | Birmingham Fire |  | Florida Citrus Bowl Zuschauer: 28.746 |
|                        | 45 : 7                                  |  |                 |                          |                 |  |                                       |
|                        |                                         |  |                 |                          |                 |  |                                       |

|                                    |                                      |  |                  |                           |                   |  |                                  |
|                                    | Sacramento, Kalifornien 31. Mai 1992 |  | Sacramento Surge | \| \| 17 : 15 \| \| \| \| | Barcelona Dragons |  | Hornet Stadium Zuschauer: 23.640 |
| (0:0, 7:3, 7:12, 3:0) Spielbericht | Sacramento, Kalifornien 31. Mai 1992 |  | Sacramento Surge |                           | Barcelona Dragons |  | Hornet Stadium Zuschauer: 23.640 |
|                                    | 17 : 15                              |  |                  |                           |                   |  |                                  |
|                                    |                                      |  |                  |                           |                   |  |                                  |

### World Bowl '92
Das Finale zwischen den Siegern der Halbfinalspiele, als World Bowl '92 bezeichnet, fand am Samstag, 6. Juni 1991 im Olympiastadion Montreal statt, dem Heimstadion der Montreal Machine.
|                        |                                     |  |                 |                           |                  |  |                                                              |
|                        | Montreal, Kanada 9. Juni 1991 20:10 |  | Orlando Thunder | \| \| 17 : 21 \| \| \| \| | Sacramento Surge |  | Olympiastadion Montreal Zuschauer: 43.789 Referee: Stan Kemp |
| (7:0, 10:6, 0:0, 0:15) | Montreal, Kanada 9. Juni 1991 20:10 |  | Orlando Thunder |                           | Sacramento Surge |  | Olympiastadion Montreal Zuschauer: 43.789 Referee: Stan Kemp |
|                        | 17 : 21                             |  |                 |                           |                  |  |                                                              |
|                        |                                     |  |                 |                           |                  |  |                                                              |

Thunder startete mit einem 98-Yard-Lauf über zwölf Spielzüge, den Quarterback Scott Mitchell mit einem 10-Yard-Touchdown-Pass auf Wide Receiver Chris Ford abschloss. Erst im zweiten Viertel kamen die Surge durch ein 32-Yard-Field-Goal von Cary Blanchard zu den ersten Punkten. Der zweite Drive der Thunder endete in einem Puntversuch, bei dem Eddie Brown, Wide Receiver der Surge, jedoch ein Fumble unterlief, so dass Thunder den Ball an der 9-Yard-Linie von Sacramento zurückerobern konnte. Zwei Spielzüge später warf Mitchell einen 8-Yard-Touchdown-Pass zu Willie Davis und erhöhte die Führung auf 14:3. Kurz vor Ende der Halbzeit wurde ein Pass von Archers auf Thunder-Cornerback Malcolm Frank an der Mittellinie abgefangen und bis an die 9-Yard-Linie von Sacramento zurückgetragen. Die Surge-Defense hielt jedoch stand, so dass Orlando nur zu einem 20-Yard-Field-Goal durch Tracy Bennett punkten konnte. Archer leitete dann einen schnellen Angriff von Sacramento ein, der zu einem 24-Yard-Fieldgoal von Blanchard führte und die Führung der Thunder zur Halbzeitpause auf 17:6 reduzierte.
Im dritten Viertel gelang es beiden Seiten nicht, zu punkten. Im vierten Viertel konnte Archer die Offensive der Surge zu einem Drive über zehn Spielzüge und 85 Yards anführen. Dieser wurde mit einem 12-Yard-Touchdown-Pass auf Tight End Paul Green abgeschlossen. Archer konnte mit einem Two-Point-Conversion-Pass auf Wide Receiver Mark Stock weitere zwei Punkte holen. Thunder führte somit nur noch mit 17:14. Einen Fumble von Mitchell konnte Surge nicht in Punkte umsetzten, da ein Field-Goal-Versuch missglückte. Orlando versuchte mit einem langen Drive Zeit zu gewinnen, doch dank des Pass Rushs der Surges wurde Mitchell von Linebacker Mike Jones abgefangen, der den Ball bis zur 34-Yard-Linie von Orlando zurücktrug. Sacramento nutzte die Gelegenheit und Archer brachte einen 31-Yard-Pass auf Running Back Mike Pringle anbrachte und damit einen vier Spielzüge langen 34-Yard-Lauf einleitete, der mit einem 2-Yard-Touchdown-Pass von Archer auf Eddie Brown. Danach verhinderte die Surge-Verteidigung ein Comeback von Orlando und sicherte Sacramento mit 21:17 den World Bowl-Sieg.

## Trivia
- Der World Bowl '92 ist der einzige, der in Nordamerika gespielt wurde, Sacramento Surge der einzige World-Bowl-Sieger und Orlando Thunder der einzige World-Bowl-Verlierer aus Nordamerika.
- Aus der Surge wurde 1993 die Sacramento Gold Miners, die als erstes US-amerikanisches Team in der Canadian Football League spielten.
- In der WLAF wurde der Name Thunder 1999 (die Liga firmierte dann als NFL Europe) von Berlin Thunder übernommen. Diese Thunder konnte drei Mal den World Bowl gewinnen, ein World Bowl verlor sie.